# Alfred Maseng Nalo
Alfred Maseng Nalo († 18. November 2004 in Luganville, Espiritu Santo Island) war ein Politiker und Präsident von Vanuatu.
Vom 30. Januar 1994 bis zum 2. März 1994 war er als Sprecher der Gesetzgebenden Versammlung (Legislative Assembly) Nachfolger von Frederick Karlomuana Timakata als amtierender Präsident von Vanuatu. Anschließend war er 1995 bis 1996 im Kabinett von Premierminister Serge Vohor Außenminister. 
Vom 12. April 2004 bis zum 11. Mai 2004 war er gewählter Präsident. Aufgrund von Vorwürfen gegen ihn wegen Vorteilsannahme, Betrug und Bestechlichkeit wurde er nach öffentlichen Protesten und einer Entscheidung des Obersten Gerichts zum Rücktritt gezwungen.
| Personendaten    | Personendaten                 |
| ---------------- | ----------------------------- |
| NAME             | Maseng Nalo, Alfred           |
| KURZBESCHREIBUNG | vanuatuischer Staatspräsident |
| GEBURTSDATUM     | 20. Jahrhundert               |
| STERBEDATUM      | 18. November 2004             |
| STERBEORT        | Luganville, Vanuatu           |